# Balaoo
Balaoo è un cortometraggio muto del 1913 diretto da Victorin-Hippolyte Jasset. Fu girato in Francia, ispirato al racconto omonimo dello scrittore francese Gaston Leroux, noto per aver scritto Il fantasma dell'Opera.

## Trama
Il dottor Coriolis, fermo sostenitore dell'evoluzionismo, crea uno speciale siero che sperimenta su di una scimmia, trasformandola in un essere dalle fattezze umanoidi che chiamerà Balaoo. Coriolis cerca di "umanizzare" la creatura ottenendo un discreto successo, ma l'esperimento viene interrotto quando uno spregiudicato bracconiere di nome Hubert riesce a rapire la creatura, convincendola a diventare suo complice in numerose malefatte. Tuttavia, quando Hubert chiede a Baloo di rapire la figlia del dottor Coriolis, Madeleine, di cui l'uomo scimmia è segretamente innamorato, costui rifiuta di obbedire e, ferito a morte da Hubert, riesce tuttavia ad avvertire Coriolis del tentativo di rapimento, manifestando così il sopravvento del suo lato umano rispetto a quello bestiale.

## Remake
La storia narrata da questa pellicola riceverà altre due versioni cinematografiche, la prima nel 1927 con il film The Wizard di Richard Rosson e nel 1942 con Dr. Renault's Secret per la regia di Harry Lachman.